# ريو تاكاميساكي
ريو تاكاميساكي (باليابانية: 鷹岬 諒)، (تُنطق باليابانية : تاكاميسكي ريو، ولد 14 أغسطس 1963) هو مانغاكا ياباني من تسوشيورا، محافظة إيباراكي المعروف بعمله على سلسلة مانجا ميغامان محارب النت . وهو خريج من مدرسة تسوشيورا الأولى في إيباراكي و جامعة ناجويا
هواياته هي رياضة السيارات و مشاهدة عروض الفنون القتالية كعروض بطولة القتال النهائي ( يو إف سي ) . وهو أيضًا محب كبير للحيوانات. قال في إحدى مقابلته إنه لو لم يتمكن من العملكرسام مانجا، لكان قد يعمل في إحدى شركات التأمين . 

## أعمال
- شاحن 500
- جودزيلا X ميجاجويروس: حرب مشروع القضاء على جي
- كازي نو إلدورادو
- ملك المقاتلين جي (1996، شينسيشا)
- ميجامان محارب النت (2001، شوجاكوكان )
- ميجا مان ستار فورس (2008، شوجاكوكان)
- قيام داكاري (2008، شوغاكوكان)
- الدراج المقنع : فورزي (2012، شوجاكوكان)
- البذلة المقاتلة جاندام إيه جي إي ~ذروة البطل ~ (2012)
- فيلم بوكيمون: اخترتك أنت ! (2018، شوغاكوكان)
- ميجا مان 11 (2018، شوجاكوكان)

## روابط خارجية
- باللغة اليابانية
- ريو تاكاميساكي  في شبكة أخبار الأنمي
- Ryo Takamisaki manga at Media Arts Database باللغة اليابانية
- takamisakiryou على تويتر.
- Interview with Ryo Takamisaki, the creator of the manga "Rockman.Exe"! Looking back on memories of the series باللغة اليابانية